# Analyse criminelle
L'analyse criminelle est une méthode d'analyse et d'enquête dans le domaine criminel fondé sur l'usage de nouvelles technologies (informatique). L'analyse criminelle se distingue notamment de l'analyse comportementale (profilage criminel).
L'analyse criminelle est une méthode apparue aux USA dans les années 1960, dans le contexte de la lutte contre la criminalité organisée. Cette technique permet notamment aux enquêteurs de créer des liens entre des éléments (individus, évènements, lieux, relations...), de structurer et hiérarchiser ces éléments (graphiques, cartographies...).

## Exemples de systèmes
- ANACRIM système d'analyse criminelle (France).
- SALVAC (Canada, France).
- Analyst's Notebook IBM/i2 États-Unis, international.